# رسالة أرسطياس

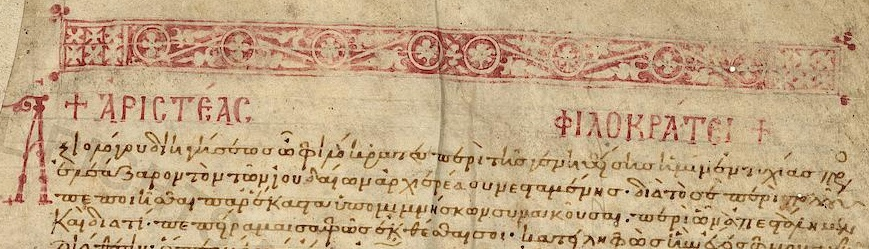
بداية رسالة أرسطياس إلى فيلوقراطيس. المحفوظة في مكتبة الفاتيكان الرسولية منذ القرن الحادي عشر الميلادي.

رسالة أرسطياس أو رسالة إلى فيلوقراطيس هو عمل هلنستي من القرن الثاني قبل الميلاد، صنّفه علماء الكتاب المقدّس بأنه كتاب منحول.
نسب يوسيفوس فلافيوس الذي أعاد صياغة حوالي 40% من تلك الرسالة، الرسالة إلى أرسطياس وأنه كتبها إلى فيلوقراطيس، يصف فيها ترجمة العهد القديم إلى اليونانية على يد اثنين وسبعين مترجمًا تم إرسالهم إلى مصر من أورشليم بناءً على طلب أمين مكتبة الإسكندرية، فأنتجوا الترجمة المعروفة بالسبعينية. وعلى الرغم من أن البعض وصف تلك القصة حول الترجمة اليونانية للعهد القديم بالخيالية، إلا أن تلك الرسالة تعد أقدم النصوص التي ورد فيها ذكر مكتبة الإسكندرية.